# Cekov
Cekov (deutsch Zekow) ist eine Gemeinde in Tschechien. Sie liegt vier Kilometer südlich von Zbiroh (Zbirow) und gehört zum Okres Rokycany.

## Geographie
Der Rundling Cekov befindet sich in der Hořovická pahorkatina (Horschowitzer Hochland) linksseitig des Baches Cekovský potok, der am westlichen Ortsrand im Teich Cekovský rybník angestaut wird. Nördlich erhebt sich der Bukov (572 m n.m.), im Nordosten der Hřeben (520 m n.m.), östlich der Na Průhoně (481 m n.m.) und die Kařízská hora (567 m n.m.), im Südosten die Hřebeny (566 m n.m.), südwestlich der Lom (500 m n.m.) und die Sirská hora (593 m n.m.), im Westen die Hůrka (514 m n.m.) sowie nordwestlich die Pečiště (530 m n.m.). Südlich und östlich des Dorfes verläuft die Autobahn D 5 zwischen Prag und Pilsen, dahinter parallel die Staatsstraße II/605 zwischen Mýto und Žebrák. Gegen Südosten liegen die Teiche Dolejší Kařezský rybník und Hořejší Kařezský rybník.

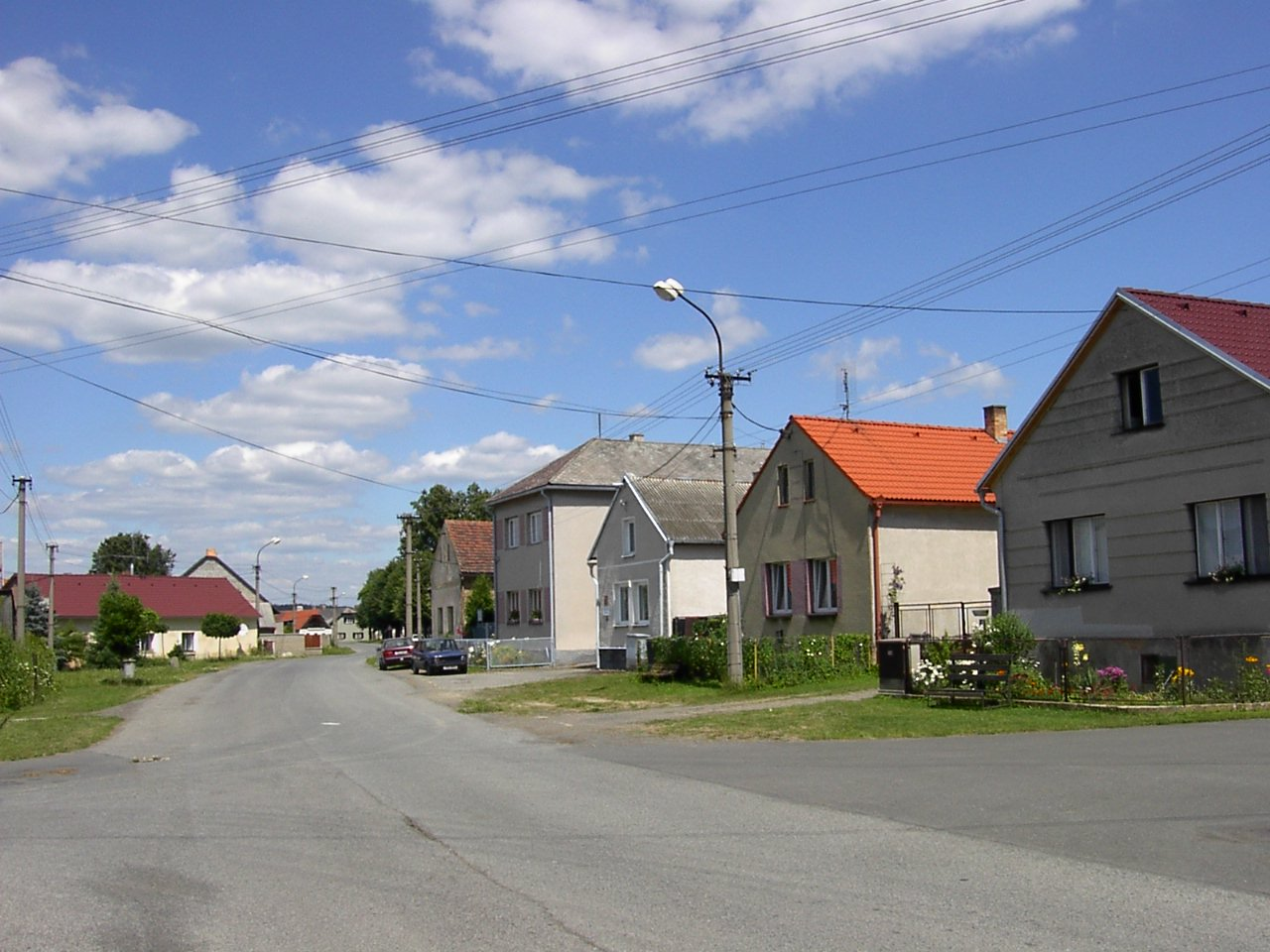
Häuser im Ortszentrum

Nachbarorte sind Bukov, V Čápu und Malý Újezd im Norden, Pětidomí, Borek und Cerhovice im Nordosten, Kařez im Osten, Kařízek, V Dubině und Olešná im Südosten, Kařízek II, Svatý Štěpán und Cheznovice im Süden, Mýto und Těškov im Südwesten, Sirá und Lhota pod Radčem im Westen sowie Pode Lhotou und Plískov im Nordwesten.

## Geschichte

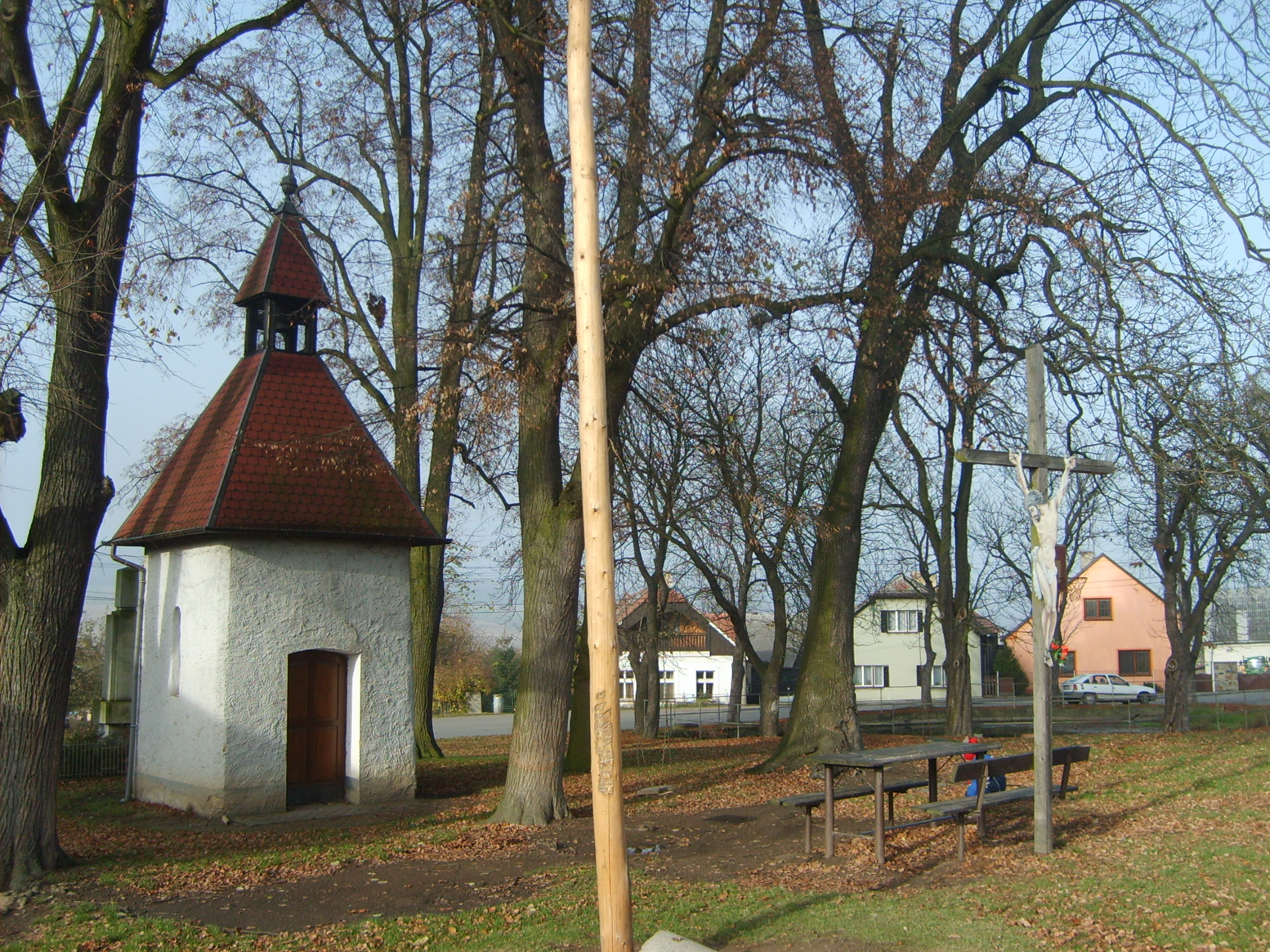
Dorfplatz mit Kapelle

Die erste schriftliche Erwähnung von Cekov erfolgte im Jahre 1273 im Zusammenhang mit der Gründung der Burg Sbyrow durch die Herren von Drslawitz. Das Dorf wurde danach zweimal verlegt und neu aufgebaut.
Zum Ende des 14. Jahrhunderts gehörte Cekov zu den Gütern des Erzdechanten des Prager Veitsdoms. Während der Hussitenkriege brannte das unterhalb der Bukov-Straße gestandene Dorf an weltliche Besitzer und brannte gänzlich nieder. Es wurde – südlich – an neuer Stelle wiederangelegt.
König Sigismund verkaufte Cekov schließlich an Udalrich von Rokyczan. Später wurde das Dorf an die Herrschaft Zbiroh angeschlossen. Zu den nachfolgenden Grundherren gehörten ab der Mitte des 15. Jahrhunderts die Herren von Kolowrat und seit Beginn des 16. Jahrhunderts die Herren von Lobkowitz. Ladislaw d. Ä. Popel von Lobkowitz (1537–1609) ließ 1585 die vom Bach Cekovský potok durchflossene Senke zu einem großen Fischteich aufstauen. Die innerhalb der Teichstätte gelegene und aus drei Chaluppen bestehende Ansiedlung Cekov musste dafür aufgegeben werden.
Am Ostufer des Teiches ließ Ladislaw d. Ä. am heutigen Standort ein neues Dorf anlegen. Wegen seiner Beteiligung am Ungehorsam seines Verwandten Georg Popel von Lobkowicz gegen König Rudolf II. floh der Oberstlandeskämmerer Ladislaw Popel von Lobkowitz 1594 ins Ausland. Seine Herrschaft Zbirow wurde konfisziert und unter die Verwaltung der Böhmischen Kammer gestellt. Während des Dreißigjährigen Krieges wurde Cekov im Jahre 1639 niedergebrannt. 1680 brach eine Pestepidemie in Cekov aus.
Im Jahre 1785 bestand Czechow, auch Czech bzw. Cžekow genannt, aus 25 Häusern. 1834 wurde die Kameralherrschaft Zbirow der Oberaufsicht des k.k. Berg-Oberamtes Příbram und der Hofkammer im Münz- und Bergwesen unterstellt.
Im Jahre 1848 bestand das im Berauner Kreis in der Nähe der Baierischen Reichsstraße am Čekower Karpfenteich gelegene Dorf Čekow, auch Zechow bzw. Zekow genannt, aus 36 Häusern mit 371 tschechischsprachigen Einwohnern. Abseits lag eine Wasenmeisterei. Pfarrort war Mauth. Bis zur Mitte des 19. Jahrhunderts blieb Čekow der k.k. Montanherrschaft Zbirow untertänig.
Nach der Aufhebung der Patrimonialherrschaften bildete Čekov t. Četkov / Czekow ab 1850 eine Gemeinde im Gerichtsbezirk Zbirow. 1868 wurde Čekov t. Četkov dem Bezirk Hořowitz zugeordnet. Im Jahre 1869 bestand Čekov t. Četkov aus 43 Häusern und hatte 396 Einwohner. Seit dem Ende des 19. Jahrhunderts wurde Čekov als Gemeindename verwendet. Zum 1. September 1896 wurde die Gemeinde Čekov Teil des neu gebildeten Bezirks Rokitzan. Auf Initiative des Bürgermeisters František Pěnkava, der auch die Leitung übernahm, wurde 1899 eine Freiwillige Feuerwehr gegründet. Im Jahre 1900 hatte Cekov 305 Einwohner, 1910 waren es 328. Zu dieser Zeit führte die Gemeinde den Namen Čekov t. Cekov. 1908 zerstörte ein Großbrand zehn Häuser, ein weiterer Brand im Jahre 1913 erfasste drei Häuser.
Nach dem Ersten Weltkrieg zerfiel der Vielvölkerstaat Österreich-Ungarn, Čekov t. Cekov wurde 1918 Teil der neu gebildeten Tschechoslowakischen Republik. Beim Zensus von 1921 lebten in den 47 Häusern der Gemeinde 313 Tschechen. Seit 1924 wird Cekov als Ortsname gebraucht. 1930 lebten in den 58 Häusern von Cekov 322 Personen. Zwischen 1939 und 1945 gehörte die Gemeinde Cekov / Zekow zum Protektorat Böhmen und Mähren. Nach dem Ende des Zweiten Weltkrieges kam Cekov zur wiedererrichteten Tschechoslowakei zurück. 1950 lebten in den 73 Häusern von Cekov 253 Personen. Im Zuge der Gebietsreform von 1960 erfolgte die Eingemeindung von Sirá; zum 26. November 1971 wurde Sirá wieder eigenständig. Im Jahre 1975 entstand ein Kulturhaus. Am 1. April 1980 wurde Cekov nach Kařez eingemeindet. Am 1. März 1990 wurde die Gemeinde Cekov wiedererrichtet. 1991 lebten in den 72 Häusern von Cekov 119 Personen. Zwischen 1992 und 1995 wurde bei Cekov das Teilstück der Autobahn D 5 errichtet. 1993 erhielt Cekov eine Wasserversorgung und drei Jahre später auch einen Anschluss an das Gasnetz. Beim Zensus von 2011 hatte die Gemeinde 123 Einwohner und bestand aus 71 Wohnhäusern.

## Ortsgliederung
Für die Gemeinde Cekov sind keine Ortsteile ausgewiesen.

## Sehenswürdigkeiten
- Kapelle auf dem Dorfplatz
- Holzkreuz neben der Kapelle auf dem Dorfplatz
- Gedenkstein für die Gefallenen des Ersten Weltkrieges, auf dem Dorfplatz
- denkmalgeschützte Chaluppe am Dorfplatz
- Cekovský rybník, der 1585 angelegte Fischteich ist mit einer Fläche von 44 ha der zweitgrößte Teich im Okres Rokycany